# HD123627
HD123627 — хімічно пекулярна зоря спектрального класу A3, що має видиму зоряну величину в смузі V приблизно  8,2.
Вона  розташована на відстані близько 1269,1 світлових років від Сонця.

## Пекулярний хімічний склад
Зоряна атмосфера HD123627 має підвищений вміст 
Cr
.